# 箱崎站

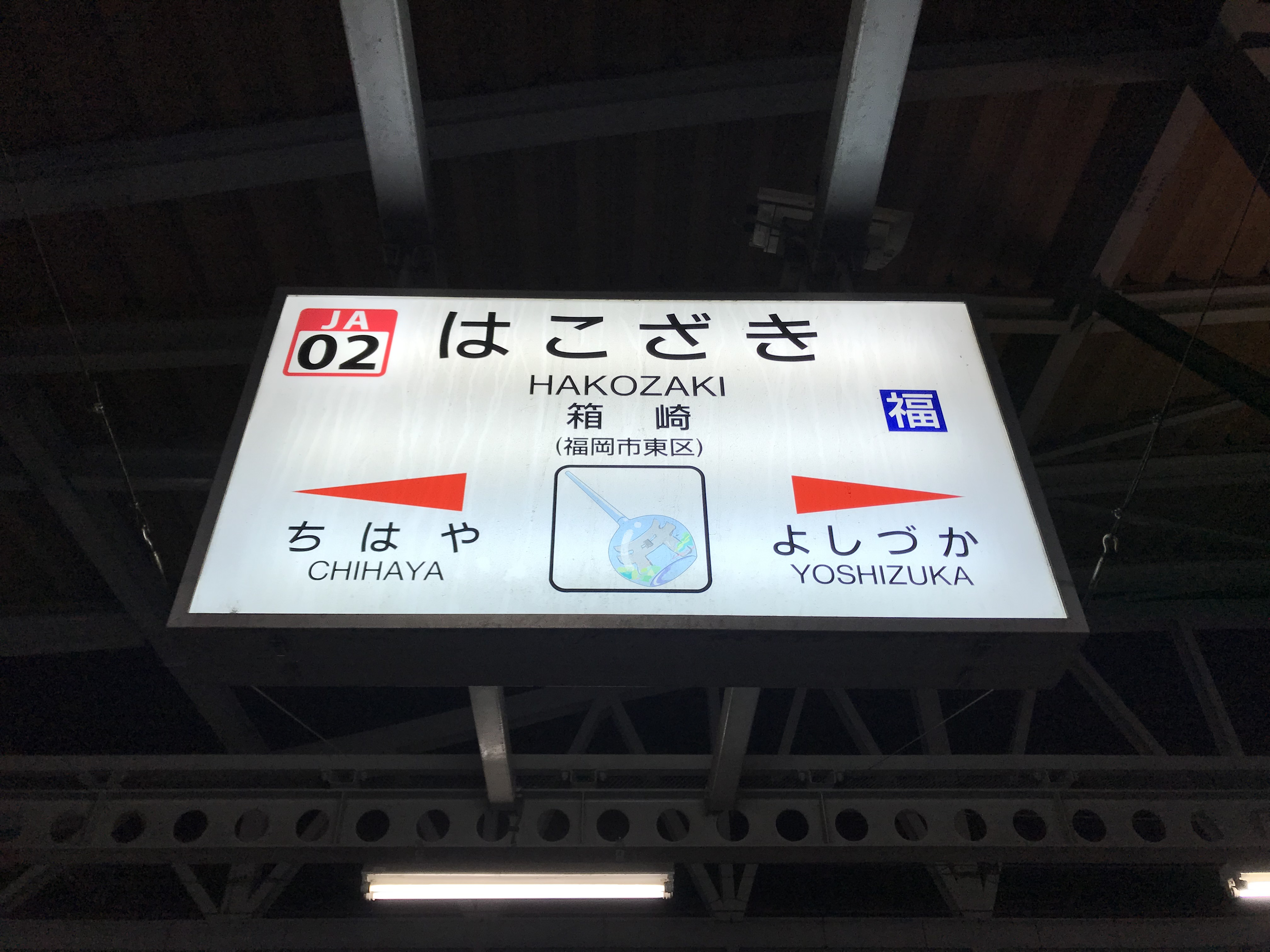
站名標

箱崎站（日语：／ Hakozaki eki */?）是位於福岡縣福岡市東區筥松二丁目，九州旅客鐵道（JR九州）的鹿兒島本線車站。車站編號為JA02。
通常時只有普通列車停站，在毎年9月中旬放生會期間，快速列車會臨時停站（只限黃昏至晚間）。

## 歷史

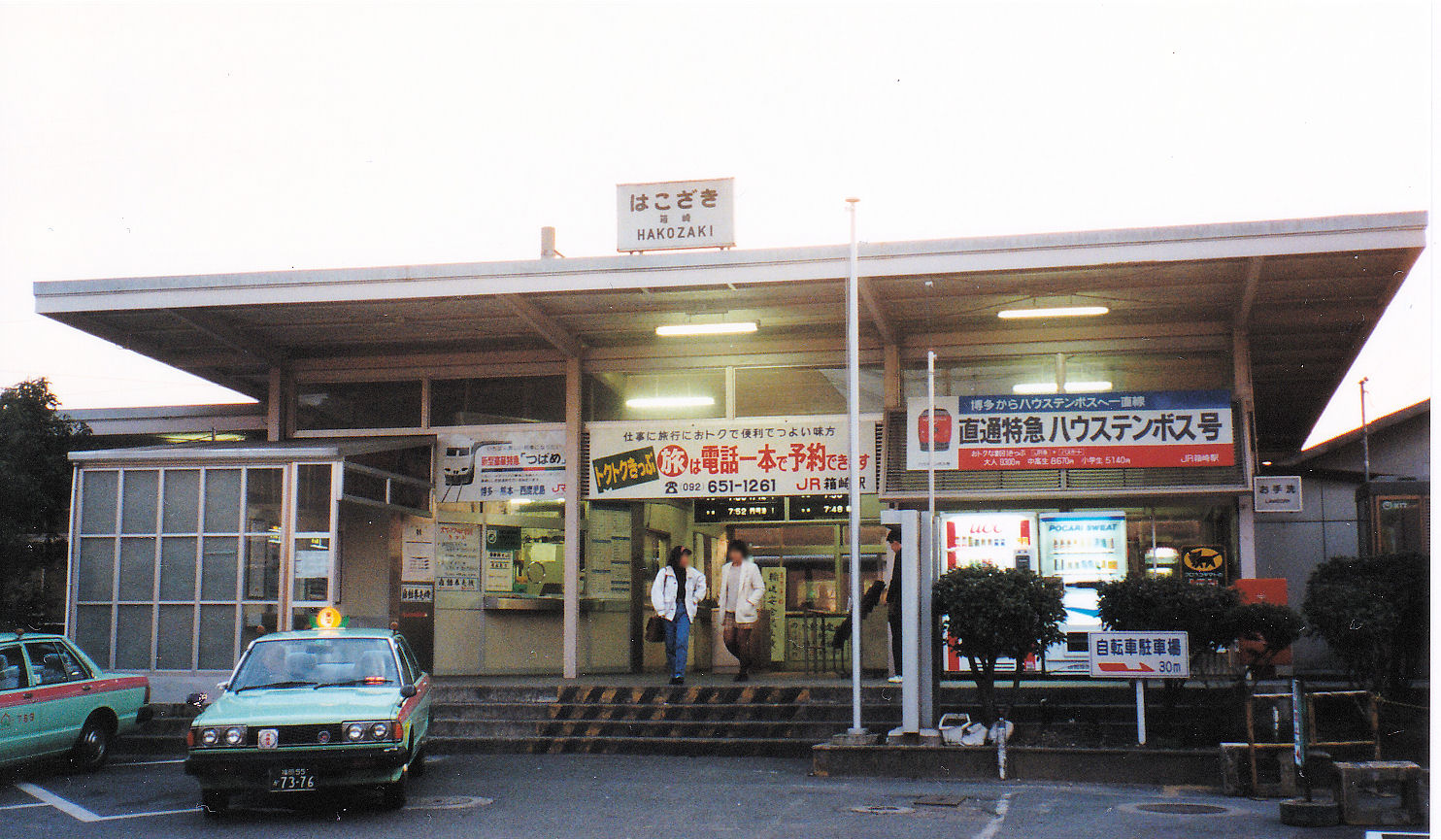
高架化前車站大樓（1992年12月）

在2002年12月1日，隨著下行線高架化之際，車站向香椎站遷移約440米。使距離博多站的營業距離由2.8公里增至3.2公里，而此站與博多站之間不適用於初乘車費（初乘車費的適用範圍只限營業距離3公里以內），因而該區間提高票價。
- 1890年（明治23年）9月28日 - 九州鐵道（第一代）車站啟用。
- 1907年（明治40年）7月1日 - 九州鐵道（第一代）被國有化，成為帝國鐵道廳車站。
- 1987年（昭和62年）4月1日 - 伴隨國鐵分割民營化，車站由九州旅客鐵道（JR九州）營運[2][3]。
- 2002年（平成14年）12月1日 - 下行線高架化，使箱崎站遷移至香椎一方約440米（上行線臨時月台）[1]
- 2004年（平成16年）3月13日 - 上行線高架化，高架化完成[4]。
- 2008年（平成20年）3月15日 - 實施時間表修正，新設2班普通列車於此站為終站。
- 2009年（平成21年）3月1日- 此站可以使用IC卡「SUGOCA」[5]。

## 車站構造
車站是一座高架車站，設有1面1線的單式月台和1面2線的島式月台，合共2面3線的混合式月台，月台可容納12卡車廂。基本上列車使用1號（千早、折尾、小倉方向）和3號（博多、南福岡、鳥栖方向）月台。2號月台方要讓特急列車或不載客列車待避之用。
此站是一座直營車站，設有綠色窗口、自動售票機和自動閘機。車站可以使用「SUGOCA」IC卡。另外，此站位於JR特定都區市內制度中，「福岡市內」的車站（同時在鹿兒島本線中為最東邊的「福岡市內」車站）。

### 月台
| 月台 | 路線       | 上下行 | 方向             | 備註                    |
| ---- | ---------- | ------ | ---------------- | ----------------------- |
| 1、2 | 鹿兒島本線 | 上行   | 小倉、下關方向   | 2號月台只供待避列車使用 |
| 3    | 鹿兒島本線 | 下行   | 博多、久留米方向 |                         |

- 截至2017年3月修正時，沒有定期旅客列車使用2號月台前往博多方向。
- 2號月台除了作為待避用途外，來往博多站的特急列車會在此站折返（雖然吉塚站設有3條引上線，但是在繁忙時間中，該3條經常不足夠讓列車折返）。

## 使用狀況
在2018年（平成30年）度，1日平均乘車人次為5,994人。
| 乘車人次變遷 | 乘車人次變遷 |
| 年度         | 1日平均人次  |
| ------------ | ------------ |
| 2000年       | 2,604        |
|              |              |
| 2016年       | 5,679        |
| 2017年       | 5,889        |
| 2018年       | 5,994        |

## 車站周邊
車站周邊是以九州大學為中心發展的古老市區。附近沒有大規模商業設施。近年一直進行土地調整項目。
在車站遷移前，車站後面為筥崎宮。現時該處距離車站較遠，現時距離九州大學箱崎校園較近。
- 福岡縣道21號福岡直方線 - 在車站北邊設有鹿兒島本線的相交處。
- 福岡縣道68號福岡太宰府線（日语：福岡県道68号福岡太宰府線） - 在車站南邊設有鹿兒島本線的相交處。
- 福岡縣道550號濱新建堅粕線（日语：福岡県道550号浜新建堅粕線）（妙見通） - 車站西側與鹿兒島本線並行。
- 宇美川 - 車站東邊
- 筥崎宮
- 九州大學箱崎校園　※2018年秋天，部分位於遷移至伊都校園
- 箱崎宮前站 - 福岡市地下鐵箱崎線
- 福岡縣立圖書館（日语：福岡県立図書館）
- 福岡市立箱崎小學（日语：福岡市立箱崎小学校）
- 福岡市東區公所
- 業務超市（日语：神戸物産）箱崎站店
- 福岡清真寺（日语：福岡モスク）
- 福岡市東部農業協同組合（日语：福岡市東部農業協同組合）本店、箱崎分店

### 巴士路線
- 「箱崎站西出口」巴士站 - 車站西邊的妙見通上
  - 西鐵巴士（日语：西鉄バス） - 74・77・78・79系統
    - 多之津、多多良、配送中心、大川、上脇田、青洲會醫院、土井團地、土井營業所（日语：西日本鉄道土井自動車営業所）、綠丘團地、TORIUS久山方向
    - 東區公所、縣廳（日语：福岡県庁）、明治通（日语：明治通り (福岡市)）、天神、大濠公園、福岡塔方向

  - JR九州巴士（直方線）
    - 蒲田團地、久山、山之神、福丸、宮田、直方站方向
    - 九大醫院、吳服町、博多站方向
- 「箱崎駅東出口」巴士站 - 車站東邊
  - 西鐵巴士 - 71系統
    - 月見町方向
    - 巴町、縣廳、明治通、天神、大濠公園方向

## 相鄰車站
九州旅客鐵道
鹿兒島本線
■快速、■區間快速
通過
■區間快速（部分列車）、■普通
千早（JA03）－箱崎（JA02）－吉塚（JA01）

## 注腳
1. 1 2  . RAIL FAN (鐵道友之會). 2003-03-01, 50 (2): 23.
2. ↑  『交通年鑑 昭和63年版』 交通協力會，1988年3月。
3. ↑  今村都南雄 『民営化の效果と現実NTTとJR』 中央法規出版，1997年8月。ISBN 978-4805840863
4. ↑  . 交通新聞 (交通新聞社). 2004-03-17: 1.
5. ↑  . 交通新聞 (交通新聞社). 2009-03-03: 1.
6. ↑   (PDF). 九州旅客鐵道.   [2018-07-13]. （原始内容存档 (PDF)于2019-12-06）.

## 外部連結
- 箱崎（車站資訊） - 九州旅客鐵道